# Stele di Merenptah

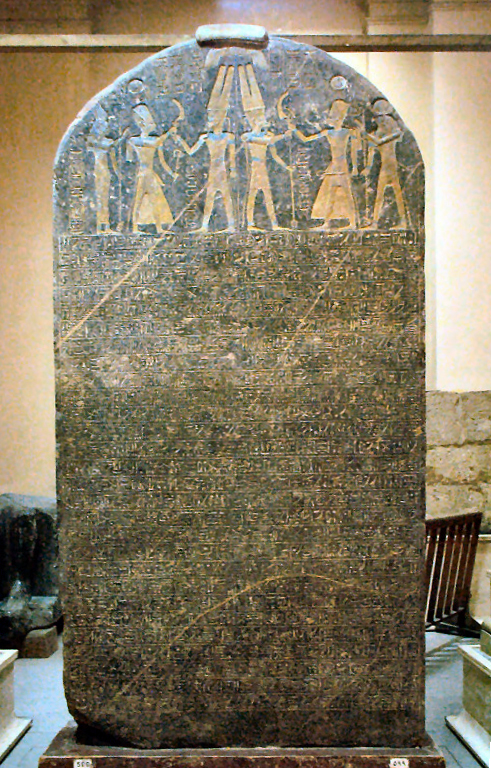
La stele conservata al Museo egizio del Cairo.

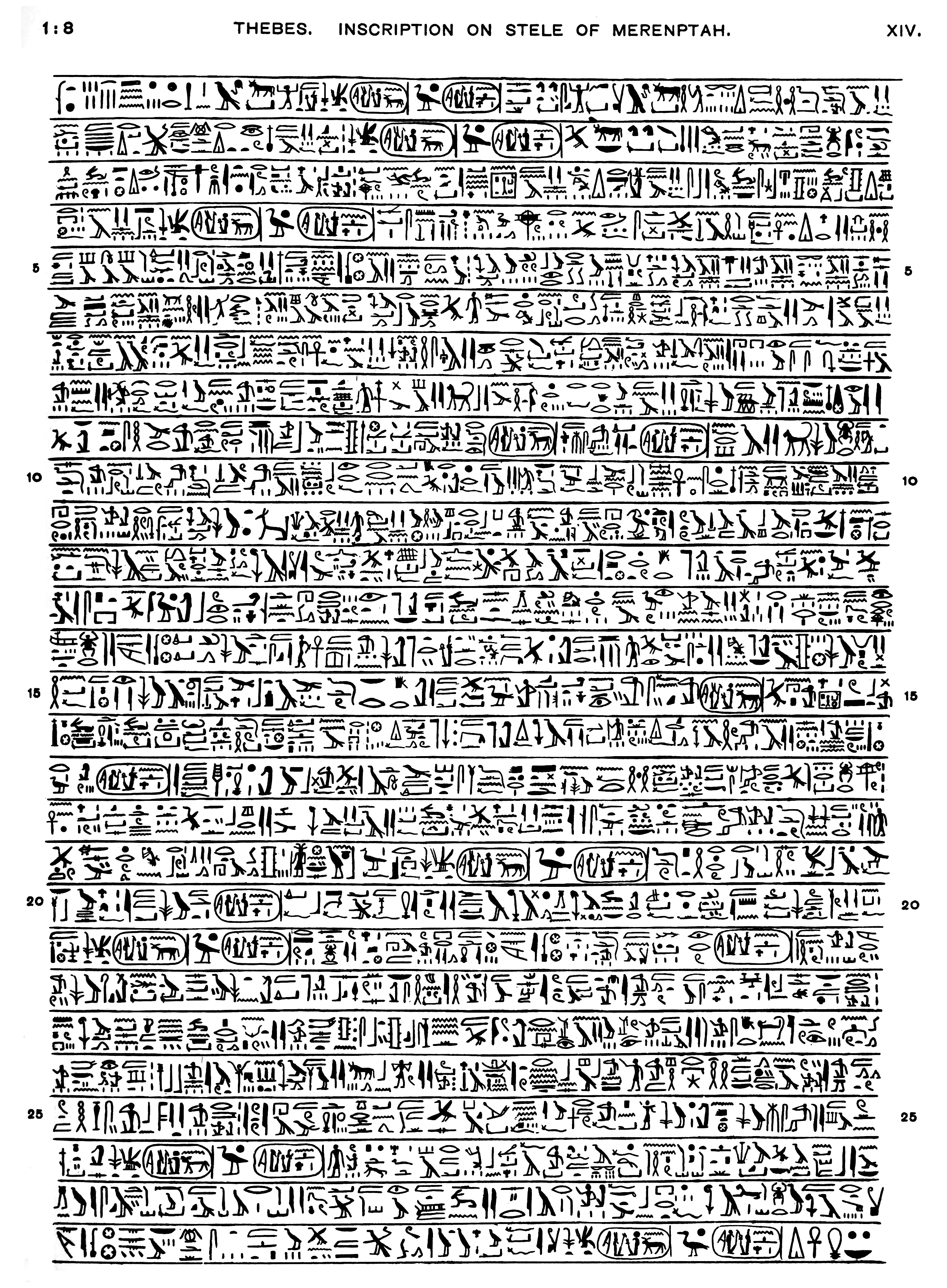
Testo della stele.

La Stele di Merenptah o Stele d'Israele è una stele di granito nero fatta erigere dal sovrano egizio Amenhotep III (regno circa 1387 a.C.-1348 a.C.) e modificata successivamente da Merenptah (regno circa 1213 a.C.-1203 a.C.). Riporta la data "Quinto anno, terzo mese di shemu, terzo giorno", corrispondente circa al 1209-1208 a.C.
È stata ritrovata nel 1896 da Flinders Petrie presso il tempio funerario di Merenptah a Tebe ed attualmente è conservata al Museo egizio del Cairo. 

## Descrizione
La stele riporta il resoconto di una vittoria militare contro i popoli Libu e Mashuash nell'attuale Libia. Nelle ultime righe è narrato l'esito vittorioso di una spedizione militare condotta da Merenptah verso la terra di Canaan. Tra i popoli e le città sconfitti viene elencato ysrỉr:
| i | i | z · Z1s · Z1s · r | i | A | r · Z1 | T14 | A1 · B1 · Z2s |

| i | i | z · Z1s · Z1s · r | i | A | r · Z1 | T14 | A1 · B1 · Z2s |

| f · k · t | G36 |

| f · k · t | G36 |

| b · n |

| b · n |

| O1 · r · t |

| O1 · r · t |

| f |

| f |

A partire da Flinders Petrie si identificò identificarono ysrỉr con Israele. Pertanto la stele sarebbe la prima testimonianza storica extrabiblica relativa al popolo ebraico, peraltro l'unica di fonte egiziana. Tale lettura è considerata ipotetica da studiosi moderni.
Il nome ysrỉr non è accompagnato, come accade per le città o stati presenti nella lista, dall'ideogramma raffigurante tre montagne stilizzate indicante un regno. L'ideogramma associato invece, un uomo e una donna, indica una popolazione di natura nomade.